# Birgit Cullberg
Pour les articles homonymes, voir Cullberg.
Birgit Cullberg, née le 3 août 1908 à Nyköping en Suède et morte le 8 septembre 1999 à Stockholm en Suède, est une danseuse, chorégraphe et directrice de ballet suédoise fondatrice du Ballet Cullberg.

## Biographie
Birgit Cullberg commença la danse chez Vera Alexandrova. Elle était à l'origine une chorégraphe de danse classique mais fut aussi une précurseur de la danse moderne après la Seconde Guerre mondiale. Elle fut reconnue internationalement au début des années 1950 avec la chorégraphie Mademoiselle Julie, dénonçant les crimes nazis qu'elle avait combattus durant la guerre. Cette œuvre, Mademoiselle Julie, est entrée au répertoire du ballet de l'Opéra de Paris en 2014.
En 1967, elle fonde le Ballet Cullberg qui a aujourd'hui une renommée mondiale.
Elle meurt le 8 septembre 1999.

## Vie privée
En 1942, Birgit Cullberg, se marie à Anders Ek, acteur dans de nombreux films d'Ingmar Bergman. Elle est la mère du danseur et chorégraphe Mats Ek, du danseur et acteur Niklas Ek et de l'actrice Malin Ek (en).